# Aladdin Pallante
Aladdin Pallante, all'anagrafe Aladdin Abdullah Achmed Anthony Pallante (New York, 20 settembre 1912 – Van Nuys, 9 giugno 1970), è stato un violinista e attore statunitense.

## Biografia
Conosciuto artisticamente dai suoi fan con il solo nome Aladdin, nacque a New York. Cominciò la sua carriera artistica come ballerino a soli tre anni. Ma a causa di una grave caduta che lo paralizzò per qualche tempo, diresse i suoi interessi verso la musica, cominciando a studiare il violino.
Prima di unirsi ai Champagne Music Makers di Lawrence Welk, apparve con Ray Noble all'Edgar Bergen Show e in numerosi film hollywoodiani dove suonò con Rudy Vallee, Xavier Cugat e Carmen Cavallero. Come membro della Welk Orchestra, cui si unì nel 1953, Aladdin si esibì in coppia con Bob Lido in molti numeri musicali del The Lawrence Welk Show.
Parlava molte lingue, tra cui lo spagnolo, il francese, lo yiddish, il russo, l'ebraico. Per Welk, registrò in italiano la canzone Darktown Stutters Ball, mentre Bob Lido la cantò in inglese.
Dopo un attacco di cuore subito nel 1967, lasciò lo spettacolo per ragioni di salute. Morì qualche anno dopo, il 9 giugno 1970 a neanche 58 anni d'età.

## Filmografia parziale
- Così sono le donne (A Date with Judy) di Richard Thorpe - violinista con Xavier Cugat (1948)
- Crociera di lusso (Luxury Liner) di Richard Whorf - membro dall'Orchestra Xavier Cugat (1948)
- L'ingenua maliziosa (Too Young to Kiss) di Robert Z. Leonard - violinista nell'orchestra (1951)
- Squilli di primavera (Stars and Stripes Forever) di Henry Koster (1952)
- Fatta per amare (Easy to Love) di Charles Walters - violinista (1953)
- L'altalena di velluto rosso (The Girl in the Red Velvet Swing)  regia di Richard Fleischer (1955)
- Tre nipoti e un maggiordomo (Family Affair) - serie TV, episodio 3x14 (1969)